# Alexander Kolisko

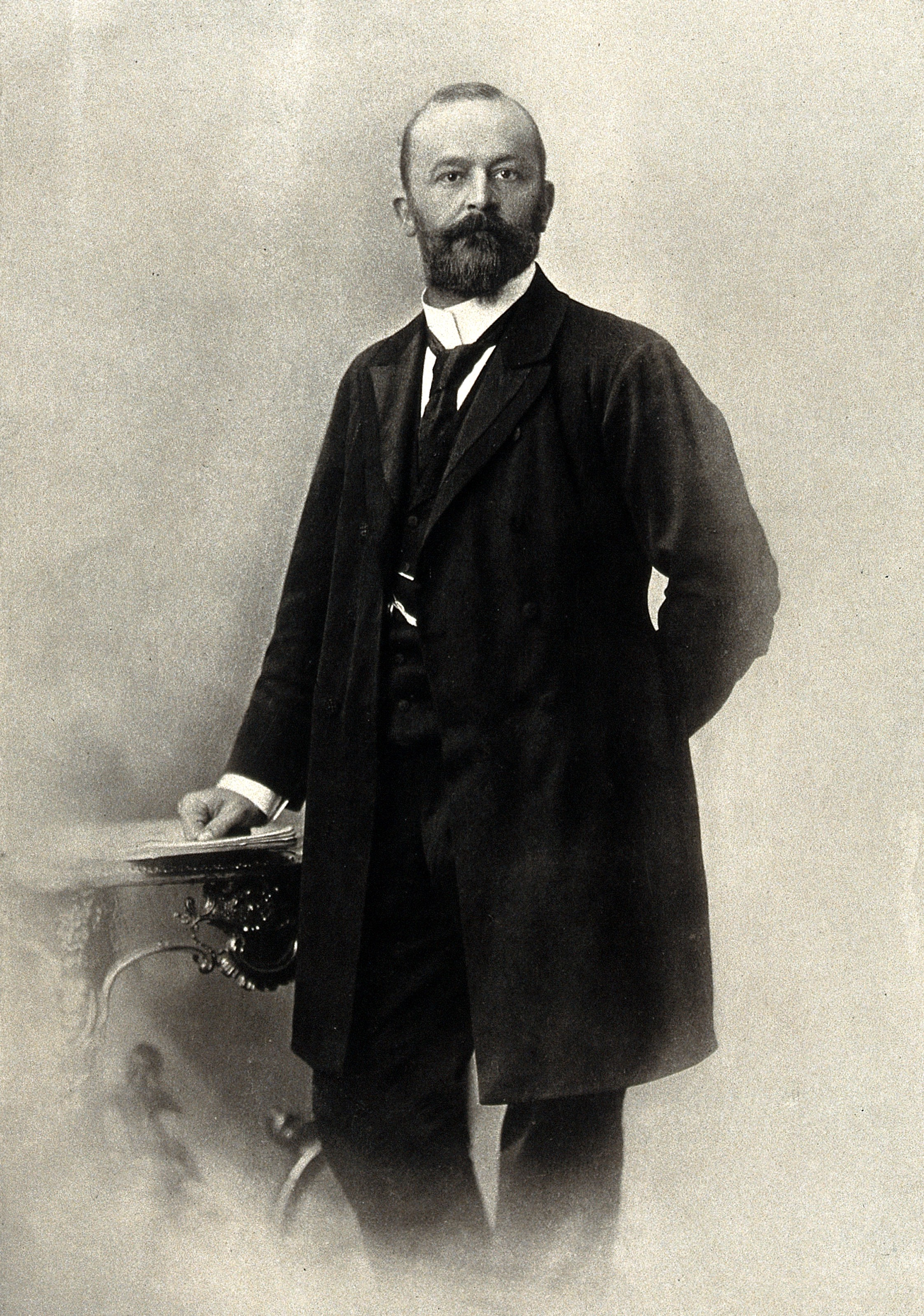
Alexander Kolisko

Alexander Kolisko (* 6. November 1857 in Wien; † 23. Februar 1918 ebenda) war ein österreichischer Pathologe und Gerichtsmediziner.

## Biographie
Alexander Kolisko studierte an der Universität Wien Medizin, sein Studium schloss er 1881 als Doktor der Medizin ab. Anschließend war er als Assistent am pathologisch-anatomischen Institut der Universität Wien unter Johann Kundrat tätig, unter dem er 1888 habilitierte. 1892 wurde er außerordentlicher Professor.
Zumindest 1894 stand er dem Leopoldstädter Kinderspital unentgeltlich als Prosektor zur Verfügung.
1898 übernahm er nach Eduard Hofmann die Lehrkanzel für gerichtliche Medizin, tauschte diese aber 1916 mit Anton Weichselbaum gegen jene der pathologischen Medizin und wurde damit der fünfte Ordinarius in Wien.
Alexander Kolisko beschrieb die durch eine Kohlenmonoxydvergiftung verursachte symmetrische Gehirnerweichung und gemeinsam mit Carl Breuss schrieb er zwischen 1904 und 1912 ein Buch über pathologische Beckenformen.
Sein medizinisches Interesse galt der Pathologie des plötzlichen Todes, die kriminalistischen Aspekte des Faches waren für ihn nebensächlich.

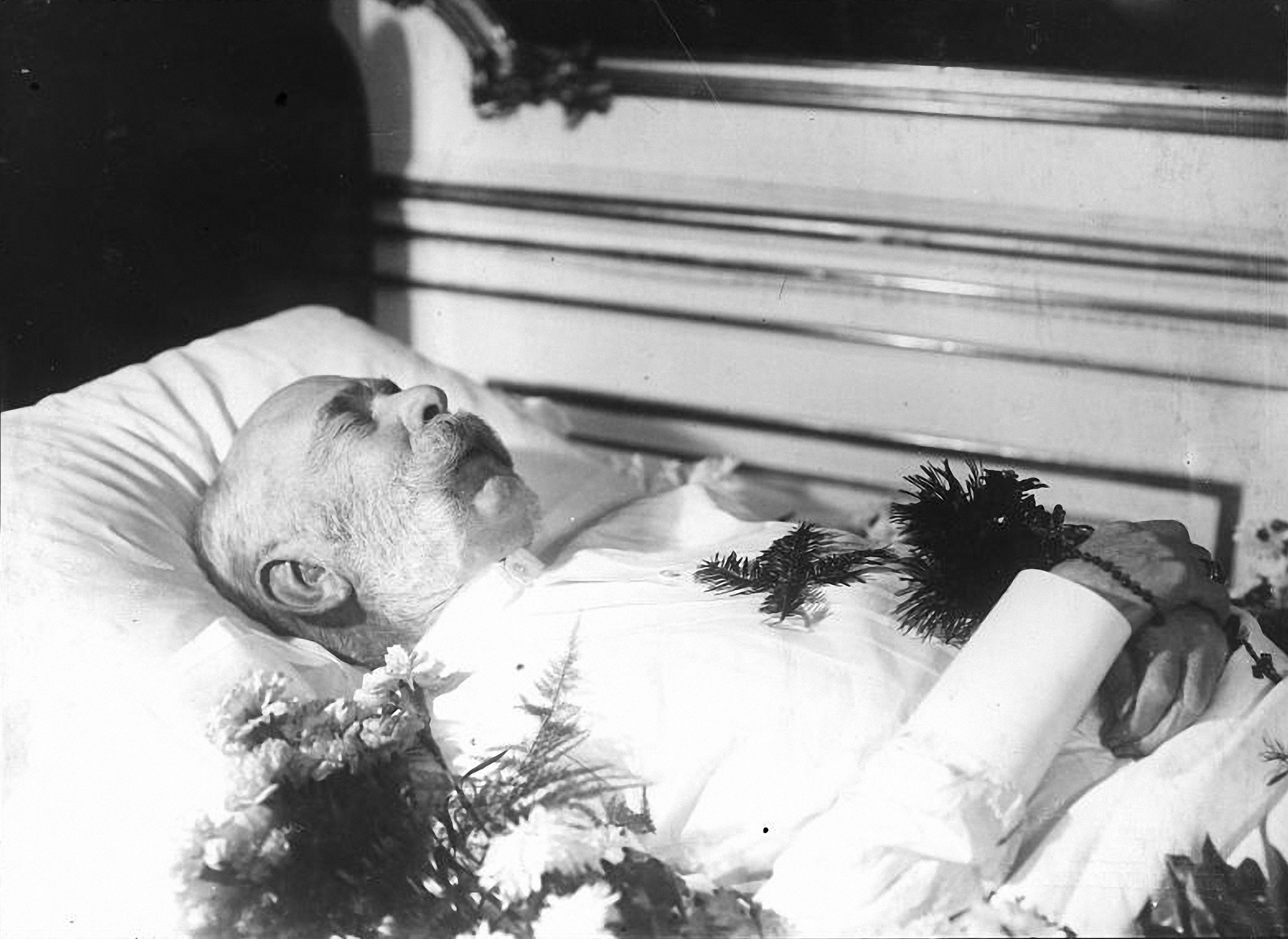
Kaiser Franz Joseph I. auf dem Totenbett

Alexander Kolisko führte am 23. November 1916 die Konservierung des Leichnams von Kaiser Franz Joseph I. durch und wird auch im ärztlichen Protokoll darüber aufgeführt, das heute zu den Exponaten des Pathologisch-anatomischen Museums Wien gehört. Darin heißt es: „Protokoll aufgenommen am 23. November 1916 über die Conservierung der Leiche seiner Majestät des Kaisers Franz Josef I. vom Gefertigten in Gegenwart der zwei mitunterschrieben behandelnden Ärzte. Die beiden großen Halsschlagadern werden freigelegt, in dieselben werden Kanülen eingebunden und sodann mit Formalin in concentriertem Zustand in den Kopf einerseits, in den Rumpf anderseits eingespritzt in der Menge von 5 Liter. Schließlich werden die gesetzten Halswunden vernäht.“ Unterschrieben ist das Protokoll vom Gerichtsmediziner und Pathologen Alexander Kolisko, vom Leibarzt des Kaisers Joseph Ritter von Kerzl und dem damaligen Vorstand der II. Medizinischen Universitätsklinik Norbert Ortner.

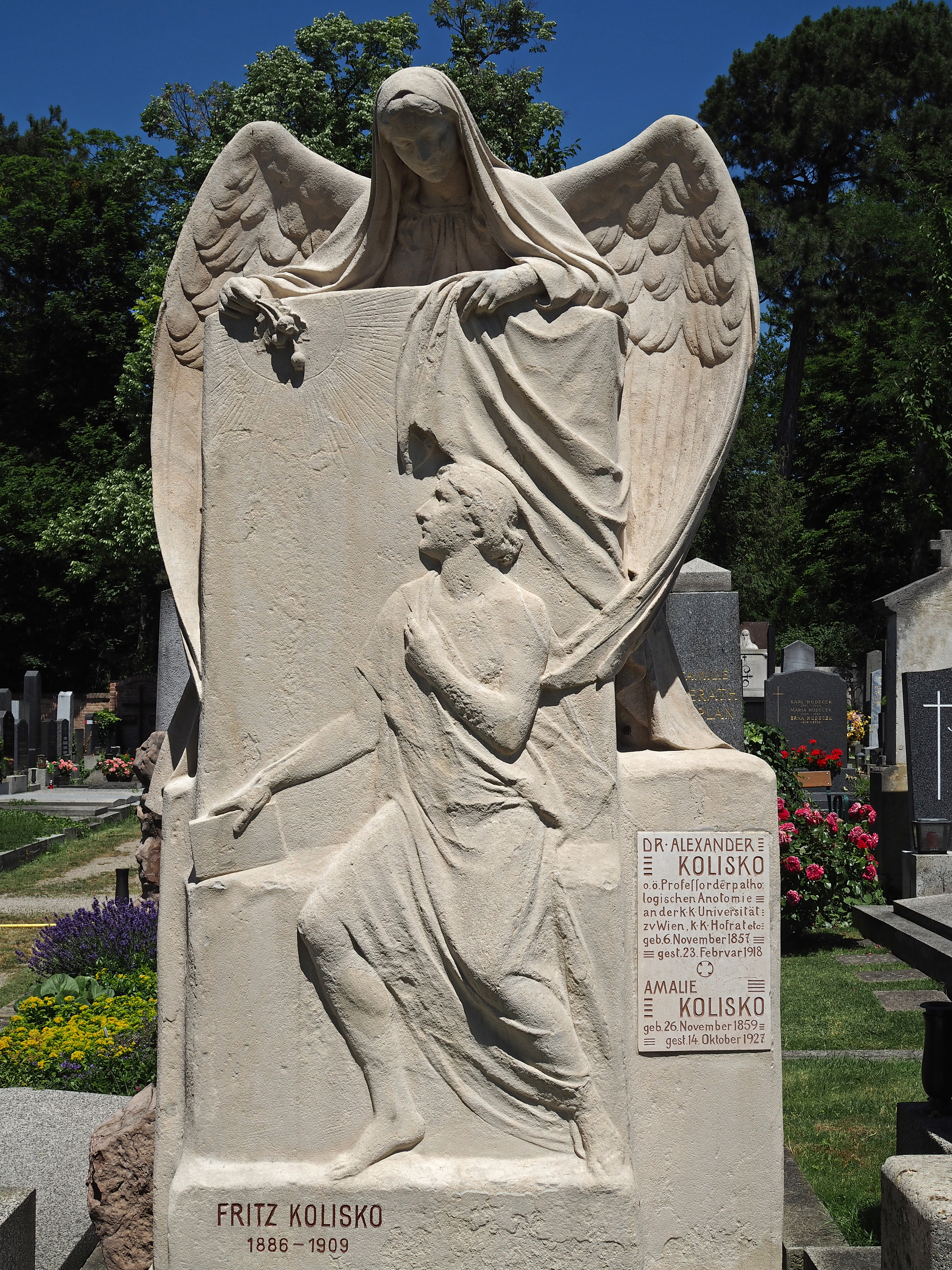
Grab von Alexander Kolisko auf dem Hietzinger Friedhof

Der zum Hofrat ernannte Alexander Kolisko war mit Amalie Kolisko, geborener Freiin von Eschenburg, einer Pianistin, verheiratet und Vater von Eugen Kolisko.
Alexander Kolisko wurde auf dem Hietzinger Friedhof in einem ehrenhalber gewidmeten Grab (Gruppe 16, Nummer 59) bestattet.
1929 wurde die Koliskogasse in Wien-Favoriten nach ihm benannt.

## Schriften (Auswahl)
- mit Emil Redlich: Schemata zum Einzeichnen von Gehirnbefunden. Verlag Deuticke, Leipzig/Wien 1895.
- Beiträge zur Kenntnis der osteo myelitis. Wien 1896.
- mit Carl Breus: Die pathologischen Beckenformen. 3 Bände. Leipzig 1899/1904/1912.